# Hvang Bjongszo
Hvang Bjongszo (Hwang Pyong-so) (hangul: 황병서, handzsa (hanja): 黃炳誓, Hwang Byeong-seo; 1949 –) észak-koreai politikus, a  Koreai Néphadsereg altábornagya (koreaiul: 차수, Cshaszu (Chasu)). A Koreai Munkapárt egyik magas rangú vezető tisztviselője.

## Pályafutása
2010 szeptemberében kinevezték a Központi Bizottság tagjává, miközben a Szervezési Részleg egyik igazgatóhelyettese volt, katonai téren pedig 2000-es évek legelejétől tevékenykedett. 2014 márciusában a Legfelsőbb Népi Gyűlés tagjává választották, továbbá a Szervezési Részleg legfőbb igazgatóhelyettese is lett.
2014. április 28-án a Koreai Központi Hírügynökség jelentése szerint Hvang (Hwang) a Központi Katonai Bizottság, illetve a Nemzetvédelmi Bizottság tagja, illetve a Koreai Néphadsereg altábornagya lett. Négycsillagos egyenruhában elsőként április 15-én jelent meg, ami azt jelentette, hogy rövid idő alatt két fokot is lépett a ranglétrán. Később, május elsején fény derült arra, hogy ő az új főnöke a Koreai Néphadsereg Politbürójának is, amit a második legnagyobb rangnak tartanak a Legfelsőbb Parancsnok után. Szeptember 25-én Cshö Rjonghe (Choe Ryong-hae) addigi alelnök helyébe is lépett. Hvang Bjongszo (Hwang Pyong-so)t Kim Dzsongun (Kim Jong-un) kulcsfontosságú tanácsadójának is tartják.
Hvang (Hwang) sok forrás szerint Kim Gjonghi (Kim Kyong-hui)vel, Kim Dzsongun (Kim Jong-un) nagynénjével tanult együtt az egyetemen, és állítólag közeli kapcsolatot ápol a jelenlegi vezető édesanyjával, Ko Jonghi (Ko Yong-hui)vel is.
2014 októberében Cshö Rjonghe (최룡해, Choe Ryong-hae) és Kim Janggon (김양건, Kim Yang-gon) társaságában Dél-Koreába utazott, és Csong Hongvon (정홍원, Chung Hong-won) dél-koreai miniszterelnökkel tárgyaltak.